# Zweites Laterankonzil

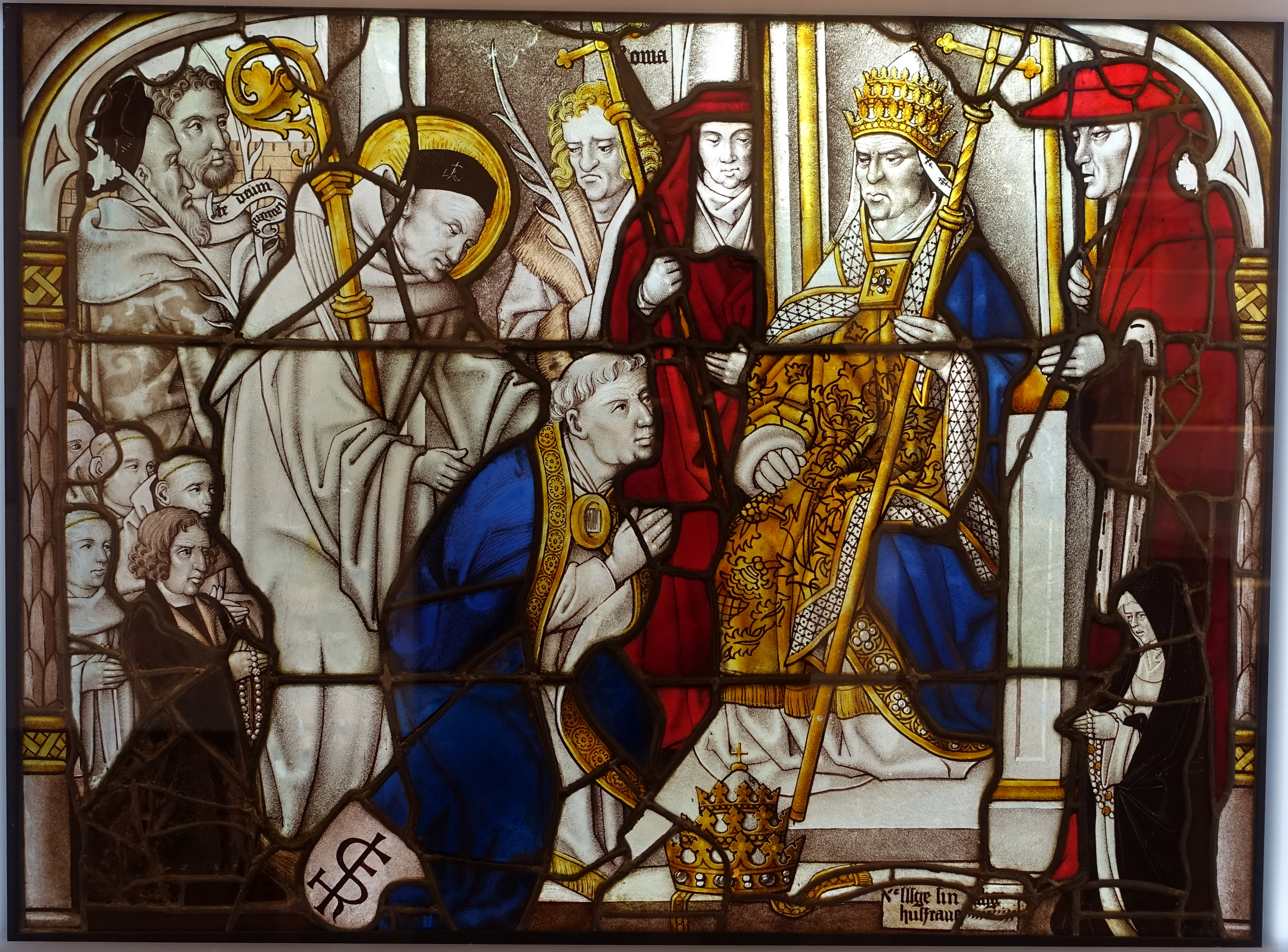
Das zweite Laterankonzil: Szene mit St. Bernhard von Clairvaux (links mit Abtsstab) und dem Gegenpapst Viktor IV. (kniend) vor Papst Innozenz II. (thronend) – Fenster vermutlich vom Meister von Sankt Severin zu Köln (ca. 1505–1520) aus der Zisterzienserabtei Altenberg heute im Museum Schnütgen in Köln

Das Zweite Laterankonzil (lat. Concilium Lateranense II; auch Zweite Lateransynode) tagte im April 1139 unter dem Vorsitz Papst Innozenz’ II. im Lateran in Rom. Die Teilnehmerzahl wird auf wenigstens 500, eher größer geschätzt. Die Zeitgenossen bezeichneten die Synode als „concilium generale“, Papst Innozenz selbst nannte sie ein „plenarium concilium“, die spätere römische Überlieferung zählt das Konzil jedoch als das 10. ökumenische Konzil, obwohl aus dem Osten nur ein einziger Vertreter, der Patriarch von Antiochien Ralf von Domfront anwesend war, der als lateinischer Patriarch auch noch zur Westkirche gehörte.
Die zweite Lateransynode beendete das Schisma von 1130. Nachdem Gegenpapst Anaklet II. im Jahr 1138 gestorben war und Bernhard von Clairvaux dessen Nachfolger Viktor IV. zum Rücktritt hatte bewegen können, wurden deren Anhänger zwar wieder in die Kirchengemeinschaft aufgenommen, jedoch entgegen vorherigen Zusagen ihrer Ämter enthoben. Das Konzil verurteilte die Lehren Arnolds von Brescia und exkommunizierte König Roger II. von Sizilien, der Anaklet II. unterstützt hatte und sich nun mit Innozenz II. nicht einigen konnte.
Die Themen und Verbote zeigen die zu bekämpfende Praxis im Klerus: Ämterkauf, Verstöße gegen den Zölibat und Protektion der so entstandenen Kinder, Verstöße und das Zinsverbot. Es herrschte eine hohe Gewalttätigkeit gegen die Bauern und zwischen den Adligen.
Nach Ordericus Vitalis waren die Dekrete dieses Konzils nicht sonderlich wirkmächtig.

## Beschlüsse
Das Konzil verabschiedete 30 Canones:
- Canon 1 enthebt jeden, der durch Simonie eine Weihe erlangt hat, seines Amtes.
- Canon 2 entzieht allen, die eine Pfründe oder ein kirchliches Ehrenamt, Sakramente oder Sakramentalien um Geld erkauft haben, diese Ehre.
- Canon 3 verbietet Bischöfen, anderswo Exkommunizierten die Kirchengemeinschaft zu gewähren.
- Canon 4 verlangt von Bischöfen und Klerikern, nicht durch Luxus in Mode und Haartracht bei den Gläubigen Ärgernis zu erregen.
- Canon 5 bestätigt die Regelung des Konzils von Chalcedon, dass der Besitz verstorbener Bischöfe der Kirche verbleiben müsse. Das Verbot der Aneignung gilt auch für den Besitz von Priestern und anderen Klerikern.
- Canon 6 schließt geweihte Subdiakone und Kleriker höherer Weihegrade, die heiraten oder eine Konkubine zu sich nehmen und damit den Zölibat nicht einhalten, aus dem Kirchendienst aus und entzieht ihnen ihre Einkünfte.
- Canon 7 verbietet, Messen von Verheirateten oder Konkubinariern anzuhören. Kleriker, die gegen die Norm eine Frau genommen haben, sollen getrennt werden, da eine derartige Verbindung, die wider die kirchliche Regel eingegangen wurde, nicht als Ehe anerkannt wird. Die Beteiligten werden voneinander getrennt und sollen dann angemessene Buße tun.
- Canon 8 ordnet letzteres auch für Nonnen oder geweihte Jungfrauen an, falls diese etwa die Absicht hätten, zu heiraten, was Gott verhüten möge.
- Canon 9 verbietet Klerikern das Studium der Medizin und des Rechts sowie vor allem die Ausübung einer gewinnträchtigen anwaltlichen Tätigkeit.
- Canon 10 verbietet die Übertragung des Kirchenzehnten auf Laien. Nur Diakone und Priester dürfen zu Erzdiakonen und Dekanen bestellt werden.
- Canon 11 fordert Sicherheit für reisende Geistliche, Pilger, Kaufleute und für Bauern auf dem Weg zu ihren Feldern mitsamt ihrem Vieh.
- Canon 12 ordnet die Beachtung des Gottesfriedens an jedem Mittwoch nach Sonnenuntergang bis zum Sonnenaufgang des Montags sowie vom Beginn des Advents bis zur Oktav des Fests der Erscheinung des Herrn sowie vom Sonntag Quinquagesima bis zum Weißen Sonntag an.
- Canon 13 untersagt Erzbischöfen, Bischöfen und Äbten jedweden Ordens das Zinsnehmen.
- Canon 14 untersagt Turniere von Rittern.
- Canon 15 belegt jeden, der Gewalt gegen Kleriker oder Mönche übt, mit dem Anathema, von dem ihn außer in Todesgefahr nur der Papst lossprechen kann. Gleichzeitig wird unter Androhung der Exkommunikation allen untersagt, Hand an jene zu legen, die sich in eine Kirche oder auf einen Friedhof geflüchtet haben.
- Canon 16 stellt fest, dass Kirchen und kirchliche Ämter und Würden weder vererbt noch aufgrund eines Erbes beansprucht werden dürfen, da sie aufgrund geistlicher Verdienste, nicht aufgrund von Blutsverwandtschaft, verliehen werden.
- Canon 17 verbietet Verbindungen von Blutsverwandten. Kinder aus inzestuösen Verbindungen sollen ruchlos sein und vom Erbe ausgeschlossen bleiben.
- Canon 18 verbietet jegliche Brandstiftung. Brandstifter dürfen nicht kirchlich bestattet werden. Absolution wird nur dem erteilt, der den angerichteten Schaden soweit ihm möglich ersetzt hat und schwört, künftig kein Feuer mehr zu legen. Als Buße wird ihm auferlegt, ein ganzes Jahr in Jerusalem oder in Spanien Gott zu dienen.
- Canon 19 ordnet an, dass Erzbischöfe oder Bischöfe, die dies nicht befolgen, den entstandenen Schaden ersetzen und ein Jahr lang auf die Ausübung ihres Amtes verzichten müssen.
- Canon 20 stellt fest, dass Fürsten und Königen die Rechtsprechung unter Anhörung der Erzbischöfe und Bischöfe nicht verwehrt wird.
- Canon 21 bestimmt, dass Söhne von Priestern vom Altardienst auszuschließen seien, es sei denn, sie lebten als Religiosen in Klöstern oder Kanonikerstiften.
- Canon 22 schärft den Bischöfen und Priestern ein, keine falschen Bußen der Laien zuzulassen. Als solche gilt, wenn viele Sünden hintangesetzt, die Buße aber nur für eine Sünde oder aber in einer Weise auferlegt wird, dass der Beichtende einer anderen Sünde nicht entsagen kann. Zu den Anlässen, aus denen eine Buße als falsch angesehen wird, zählen auch das Verharren in Berufen, die nicht ohne zu sündigen oder zu hassen ausgeübt werden können, im Herzen bewahrter Hass, wenn der Beleidigte dem Beleidiger nicht verzeiht, oder wenn jemand ohne guten Grund Waffen trägt.
- Canon 23 verurteilt jene als Häretiker, die unter Vorspiegelung von Glaubensgründen das Altarssakrament und die Sakramente der Taufe eines Kindes, der Weihe zum Priester oder einer anderen heiligen Weihe und der gültig geschlossenen Ehe verurteilen, schließt sie aus der Kirche aus und übergibt sie der weltlichen Gewalt zur Bestrafung. Wer solche Häretiker schütze, solle ebenso behandelt werden.
- Canon 24 verbietet, für Chrisam und andere heilige Öle und kirchliche Begräbnisse Geld zu verlangen.
- Canon 25 verbietet, Einkünfte aus Verwaltungsstellen, Pfründen oder anderen kirchlichen Funktionen anzunehmen, die von Laien vergeben worden sind.
- Canon 26 ordnet an, dass Nonnen der Ordensregel entweder des hl. Benedikt oder der hll. Basilius oder Augustinus zu folgen haben, und untersagt ihnen, sich außer den gemeinschaftlichen Refektorien und Dormitorien und dem Chor eigene Räumlichkeiten zu erbauen, in denen sie unter dem Vorwand der Gastfreundschaft Weltleute empfangen und gegen die heilige Regel und die guten Sitten verstoßen könnten.
- Canon 27 verbietet außerdem den Gesang des Stundengebets der Nonnen und geweihten Jungfrauen zusammen mit Kanonikern oder Mönchen.[1]
- Canon 28 verbietet Kanonikern, eine Bischofswahl länger als drei Monate hinauszuzögern, indem sie Ordensleute von der Wahl ausschließen. Ohne deren Rat, Zustimmung und Einverständnis erfolgte Wahlen seien null und nichtig.
- Canon 29 verbietet bei Strafe des Anathemas, die „todbringende und Gott verhasste Kunst der Armbrust- und Bogenschützen“ gegen Christen und [zumal] Katholiken einzusetzen.
- Canon 30 erklärt auch alle von Petrus Leonis und anderen Schismatikern und Häretikern vorgenommenen Amtseinsetzungen für null und nichtig.

## Umfeld
Während des Konzils sprach Papst Innozenz II. den ersten Abt von Fulda, Sturmi, offiziell heilig.